# Gerardo Amato
Gerardo Amato; eigentlich Gerardo Placido, (* 12. August 1952 in Ascoli Satriano) ist ein italienischer Schauspieler.

## Leben
Amato ging in jungen Jahren nach Mailand und absolvierte eine Ausbildung zum Elektrotechniker. Aufgrund seines Äußeren, das ihn für Rollen als Latin Lover prädestinierte, konnte er im Theater Fuß fassen; zunächst, ab 1975, bei der Truppe um Ernesto Calindri und Adolfo Perani und mit Enrico Maria Salerno sowie unter Regisseuren wie Gian Carlo Menotti und Giorgio Strehler. Gelegentlich spielte Amato auch in Filmen und für Fernsehstücke, meist jedoch sekundäre Rollen. Seit dem neuen Jahrtausend verstärkte Amato sein Engagement für Fernsehen und Kino erheblich.
Amato ist der Bruder des Schauspielers Michele Placido.

## Filmografie (Auswahl)
- 1976: Nina – Nur eine Frage der Zeit (A Matter of Time)
- 1988: The Red Monks (I frati rossi)
- 1989: Dangerous Love – Lust und Begierde (Io, Gilda)